# Prix Génie
 (novembre 2021).
Les prix Génie (Genie Awards) sont des récompenses cinématographiques décernées de 1980 à 2012 par les membres de l'Académie canadienne du cinéma et de la télévision et distinguant l'excellence du cinéma canadien.
Ils ont succédé au palmarès du film canadien (Canadian Film Awards), décernés de 1949 à 1978. En mai 2012, ils ont fusionné avec les prix Gemini (Gemini Awards), récompensant la télévision anglophone, pour former les prix Écrans canadiens (Canadian Screen Awards),.

## Historique
C'est en mars 1980 qu'a lieu la première remise des prix Génie.  Le premier film à recevoir le Génie du meilleur film est L’enfant du diable, un drame fantastique de Peter Medak qui reçoit un total de 8 trophées.  L’année suivante, Les bons débarras, un classique du cinéma québécois signé Francis Mankiewicz, récolte également 8 prix dont celui du meilleur film.   

### 1982
La chronique historique Les Plouffe de Gilles Carle d'après le roman de Roger Lemelin est grand favori avec quatorze nominations.  Il reçoit sept statuettes dont meilleure réalisation pour Gilles Carle. Le prix du meilleur film s'en va à Ticket to Heaven, un drame social réalisé par Ralph L. Thomas et portant sur le phénomène des sectes.

### 1983
Pour la première fois, le Génie du meilleur film est attribué à un premier long-métrage, le western The Grey Fox de Philip Borsos, qui obtient un total de sept prix.

### 1984
Le drame biographique The Terry Fox Story, une fois encore réalisé par Ralph L Thomas, est le gagnant de la soirée avec six prix Génie dont ceux du meilleur film et du meilleur acteur attribué à Eric Fryer, qui tient le rôle de Terry Fox et qui est lui-même amputé.  Grâce au film The Wars, l'actrice Martha Henry reçoit le Génie de l'interprète féminine, trophée qu'elle reçevra à deux autres reprises.  Pour la première fois, le prix de la mise-en-scène est attribué ex aequo à deux cinéastes : David Cronenberg pour Videodrome et Bob Clark pour A Christmas Story.

### 1985
Le Génie du meilleur film est attribué à Un printemps sous la neige, un film en partie autobiographique de Daniel Petrie et Micheline Lanctôt devient la première femme à recevoir le prix de la mise-en-scène grâce à son long-métrage Sonatine.

### 1986
Le film Joshua Then and Now de Ted Kotcheff, d'après le roman de Mordecai Richler, part favori avec 12 nominations, mais c'est plutôt la comédie dramatique Mon cousin américain de Sandy Wilson qui s'impose avec six trophées en plus de créer un précédent : pour la première fois, le Génie du meilleur film est attribué à un long-métrage réalisé par une femme.  De plus, un an après Micheline Lanctôt, Sandy Wilson devient la deuxième femme à obtenir le Génie de la mise-en-scène.  

### 1987
La comédie de moeurs Le Déclin de l'empire américain devient le premier des trois films de Denys Arcand à obtenir le Génie du meilleur film.  Au total, Le Déclin ...  récolte huit Génies sur dix nominations et Arcand lui-même se voit attribuer les prix de la mise-en-scène et du scénario original. Martha Henry, pour son jeu dans Dancing in the Dark reçoit pour la deuxième fois le trophée de l'interprète féminine.  Le prix du meilleur acteur va à Gordon Pinsent pour son rôle dans John and the Missus.

### 1988
En 1988, le drame Un zoo la nuit, premier long métrage de Jean-Claude Lauzon, établit un record qui ne sera jamais égalé en obtenant 13 Génies, dont celui du meilleur film.  La comédie dramatique I've Heard the Mermaids Singing de Patricia Rozema, nommée pour neuf prix Génie, en remporte deux : celui de la meilleure actrice pour Sheila McCarthy et celui de la meilleure actrice dans un second rôle pour Paule Baillargeon.

### 1989
Grand favori avec douze nominations, le drame Faux-semblants s'impose avec 10 trophées et devient le premier film de David Cronenberg à recevoir le prix du meilleur film.  De plus, Cronenberg lui-même reçoit son deuxième Génie de la mise-en-scène.  Le second favori, Les Portes tournantes de Francis Mankiewicz, dix fois en lice au départ, récolte deux prix dont celui du meilleur acteur de soutien pour Rémy Girard. 

### 1990
Pour la deuxième fois,  un film  de Denys Arcand remporte les honneurs alors que Jésus de Montréal obtient 12 prix, dont celui du meilleur film et du meilleur réalisateur.  Son rôle dans Jésus de Montréal vaut à Rémy Girard de mettre la main sur le prix du meilleur acteur de soutien, tout comme l'année précédente.  

### 1991
La coproduction canado-australienne Robe noire, réalisée par Bruce Beresford, part favorite avec dix nominations et récolte six trophées dont meilleur film et meilleur réalisateur.  Pour la troisième année consécutive, Rémy Girard se voit décerner un prix d'interprétation, cette fois en tant que rôle principal pour le film Amoureux fou de Robert Ménard.

### 1992
La compétition est dominée par quatre films : Le Festin nu de David Cronenberg (onze nominations), La Sarrazine de Paul Tana (dix nominations), Being at Home with Claude de Jean Beaudin et Léolo de Jean-Claude Lauzon (neuf nominations chacun). 
C'est finalement Le Festin nu qui sera le grand gagnant de la soirée, obtenant sept prix dont celui du meilleur film. Pour la deuxième et dernière fois, Cronenberg voit son film triompher en plus de recevoir son troisième Génie de meilleur réalisateur.  Tony Nardi, vedette de La Sarrazine, reçoit le prix du meilleur acteur et Jean-Claude Lauzon se voit décerner le prix du scénario original pour Léolo.

### 1993
Les films qui comptent le plus de mises en nominations sont Les Croqueurs de lotus de Paul Shapiro et Harmony Cats de Sandy Wilson (onze nominations chacun) suivi par Le Sexe des étoiles de Paule Baillargeon et La Florida de George Mihalka (huit nominations) et Trente-deux films brefs sur Glenn Gould de François Girard (sept nominations).  C'est ce dernier film qui s'impose en remportant quatre trophées dont meilleur film et meilleur réalisation. Les Croqueurs de lotus récolte trois trophées, dont celui du scénario original et un deuxième prix d'interprétation pour Sheila McCarthy.

### 1994
Le drame Exotica d'Atom Egoyan est le grand gagnant de la soirée avec huit Génies sur dix nominations, décrochant notamment les prix du meilleur film, du meilleur réalisateur et du meilleur scénario.  La comédie dramatique Whale Music, premier film de Richard J. Lewis, suit avec quatre trophées.
En ce qui concerne le nombre de trophées, le film de Lauzon est suivi par Jésus de Montréal, la satire de Denys Arcand, en 1989 (12 prix), C.R.A.Z.Y. de Jean-Marc Vallée en 2006 (11 prix) et Faux-semblants de David Cronenberg en 1990 (10 prix).
En 2002, le Génie du meilleur film est attribué à Atanarjuat de Zacharias Kunuk, le premier film en tourné en inuktituk. En 2005, le même prix est décerné pour la seule fois à un film d'animation, Les Triplettes de Belleville de Sylvain Chomet.
Trois réalisateurs ont vu leur film remporter le Génie du meilleur film à trois reprises : Denys Arcand (Le Déclin de l'empire américain en 1987, Jésus de Montréal en 1990 et Les Invasions barbares en 2004), Atom Egoyan (Exotica en 1994, De beaux lendemains en 1997 et Ararat en 2003) et Denis Villeneuve (Maelström en 2001, Polytechnique en 2010 et  Incendies en 2011).

## Catégories de récompense

### Prix artistiques
- Meilleur film (Best Motion Picture)
  - Meilleur film indépendant (Outstanding Independent Film)
- Meilleure réalisation (Best Achievement in Direction)
  - Meilleure réalisation pour un téléfilm ou court métrage (Outstanding Direction in a Dramatic Film - Non-Feature)
  - Meilleure réalisation pour un documentaire (Outstanding Direction in a Documentary - Non-Feature Film)
- Meilleur acteur (Best Performance by an Actor in a Leading Role)
  - Meilleur acteur pour un téléfilm ou court métrage (Outstanding Performance by an Actor - Non-Feature)
  - Meilleur acteur étranger (Best Performance by a Foreign Actor)
- Meilleure actrice (Best Performance by an Actress in a Leading Role)
  - Meilleure actrice pour un téléfilm ou court métrage (Outstanding Performance by an Actress - Non-Feature))
  - Meilleure actrice étrangère (Best Performance by a Foreign Actress)
- Meilleur acteur dans un second rôle (Best Performance by an Actor in a Supporting Role)
- Meilleure actrice dans un second rôle (Best Performance by an Actress in a Supporting Role)

- Meilleur scénario (Best Original Screenplay)
  - Meilleur scénario pour un téléfilm ou court métrage (Outstanding Screenplay)
  - Meilleur scénario pour un documentaire (Outstanding Non-Dramatic Script)
- Meilleur scénario adapté (Best Adapted Screenplay)

- Meilleure photographie (Best Achievement in Cinematography)
  - Meilleure photographie pour un téléfilm ou court métrage (Outstanding Cinematography in a Dramatic Film - Non-Feature)
  - Meilleure photographie pour un documentaire (Outstanding Cinematography in a Documentary - Non-Feature Film)
- Meilleur montage (Best Achievement in Editing)
  - Meilleur montage pour un documentaire (Outstanding Editing in a Documentary - Non-Feature Film)
- Meilleure direction artistique (Best Art Direction/Production Design)
  - Meilleure direction artistique pour un téléfilm ou court métrage  (Outstanding Art Direction - Non-Feature)
- Meilleurs costumes (Best Achievement in Costume Design)
- Meilleur son (Best Achievement in Overall Sound)
  - Meilleur son pour un documentaire, téléfilm ou court métrage (Outstanding Sound in a Non-Feature Film)
- Meilleur montage sonore (Best Achievement in Sound Editing)
- Meilleure chanson originale (Best Achievement in Music - Original Song)
- Meilleure musique originale (Best Achievement in Music - Original Score)
  - Meilleure musique originale pour un documentaire, téléfilm ou court métrage (Outstanding Original Music Score - Non-Feature Film)
- Meilleur documentaire (Best Documentary)
- Meilleur court métrage documentaire (Best Documentary Short)
- Meilleur court métrage de fiction (Best Live Action Short Drama)
- Meilleur court métrage d'animation (Best Animated Short)
- Meilleur téléfilm - plus de 30 minutes (Outstanding TV Drama Over 30 Minutes)
- Meilleur téléfilm - moins de 30 minutes (Outstanding TV Drama Under 30 Minutes)

### Prix spéciaux
- Prix Claude-Jutra (Claude Jutra Award)
- Bobine d'or (Golden Reel Award)